# Kristof Magnusson
Kristof Magnusson (Amburgo, 4 marzo 1976) è uno scrittore e traduttore tedesco-islandese.

## Biografia
Figlio di madre tedesca e padre islandese, Kristof Magnusson è cresciuto bilingue ad Amburgo. Dopo la formazione in musica sacra, Magnusson ha studiato all’Istituto Tedesco di Letteratura di Lipsia e all’Università di Reykjavík. Della sua opera fanno parte soprattutto romanzi e pezzi teatrali, ma anche saggi e reportage. I suoi pezzi teatrali sono stati rappresentati in oltre 80 teatri in Germania e all’estero. Magnusson è impegnato anche nel campo della letteratura in lingua semplice, tiene occasionalmente lezioni in università e cura eventi letterari. 
La commedia Männerhort (2002), presentata a teatro in anteprima nel 2003 a Bonn, ha conferito a Magnusson notorietà internazionale e nel 2014 è stata trasposta per il cinema. Nel 2005 è stato invitato a concorrere con il romanzo Zuhause per il premio letterario Ingeborg Bachmann. Il suo romanzo Das war ich nicht, nominato nel 2010 per il Premio del libro tedesco, è apparso nel 2011 in traduzione italiana con il titolo Non sono stato io.
Attualmente Kristof Magnusson è titolare del premio Roma di Villa Massimo per il 2023/2024.